# Pleurospermum rivulorum
Pleurospermum rivulorum là một loài thực vật có hoa trong họ Hoa tán. Loài này được (Diels) M. Hiroe miêu tả khoa học đầu tiên năm 1979.